# 蘇慶和
蘇慶和，SBS，MBE，JP（1946年7月13日—），香港商界人士，是領展房地產投資信託基金首任行政總裁。

## 背景
蘇慶和在1946年7月13日生於香港，早年畢業於德信學校，1963年於深水埗崇真書院完成中五學業，繼而轉到英華書院修讀預科，並於1965年中七畢業。其後投身社會工作，1983年再度進修，於香港中文大學取得工商管理碩士學位。蘇慶和為註冊專業房屋經理及英國皇家特許測量師學會、英國特許屋宇經理學會、香港測量師學會及香港房屋經理學會資深會員。曾於1972年至1981年出任和記地產有限公司助理總經理，1981年至1990年任地下鐵路公司物業總監，亦曾於1990年至2002年曾任香港房屋協會執行總幹事，2002年至2004年擔任新鴻基地產發展有限公司執行董事。2008年3月31日獲香港上市公司嘉里建設（港交所：0683）委任為執行董事，主要負責公司於內地物業組合之業務運作。
2005年基金上市後，蘇慶和與同期任職主席的鄭明訓一樣，當時他們的理念不獲部份股東（尤其是大股東之一TCI）認同，因而受到沉重壓力。結果，蘇慶和於2007年4月宣佈於7月合約期滿後離任。蘇慶和於2013年6月15日上任市區重建局主席。涂謹申曾批評，蘇慶和在房協執行總幹事期間態度惡劣，完全漠視市民意見：「佢係我在當年最憎的一個人，比官員更加官僚」。他舉例指，蘇慶和曾逃避市民請願而「走後門」，「我們等了兩個鐘後，先發現佢走了，信都無接」。於他上任後，市建局內管理層亦有多人相繼離任，於2015年3月30日，市建局行政總監譚小瑩亦因不滿蘇之作風呈辭。但發生辭職事件後，蘇慶和並沒有清楚交代事件，導致市建局內士氣低落，大部分員工都擔心工作將會不保。

## 個人生活
蘇慶和於1976年與舒氏（Annie）在香港結婚，婚後育有1子1女。

## 外部連結
- 嘉里建設有限公司 委任執行董事[永久]（取自2008年3月31日）

| 官衔          | 官衔                                              | 官衔          |
| ------------- | ------------------------------------------------- | ------------- |
| 前任： 張震遠 | 市區重建局董事局主席 2013年6月15日－2019年4月30日 | 繼任： 周松崗 |

| 商界職務      | 商界職務                                              | 商界職務      |
| ------------- | ----------------------------------------------------- | ------------- |
| 前任： 新頭銜 | 領展房地產投資信託基金行政總裁 2005年11月－2007年11月 | 繼任： 羅爾仁 |